# Романчукевич Віталій Вікторович
Романчукевич Віталій Вікторович (нар.. 28 січня 1985, Долина, Івано-Франківська обл., Українська РСР) — український банкір, юрист та громадський діяч, доктор економічних наук, Незалежний директор Голова Наглядової Ради АТ «Європейський промисловий банк», Перший віце-президент Асоціації українських банків, суддя Третейського суду при Асоціації українських банків.

## Біографія
Віталій Романчукевич народився 28 січня 1985 року в м. Долина на Прикарпатті. Навчався в Долинській загальноосвітній школі № 4 та Долинському природничо-математичному ліцеї на фізико-математичному факультеті.
У 2007 році закінчив із відзнакою магістратуру з банківської справи у Львівському інституті банківської справи, а роком раніше бакалаврат за спеціальністю «економіка підприємництва». Паралельно здобув вищу освіту з  правознавства на заочному відділенні Львівського державного університету внутрішніх справ.
У 2011 році закінчив аспірантуру Університету банківської справи НБУ, спеціалізація «Гроші, фінанси і кредит».
У 2012 році отримав науковий ступінь кандидата економічних наук, тема дисертації «Грошово-кредитна політика України в умовах глобалізації економіки».
У 2013 році здобув звання магістра з «Управління суспільним розвитком» в інституті вищих керівних кадрів Національної академії державного управління при Президентові України.
У 2014 році вступив до докторантури ДВНЗ «Університет банківської справи». 
У 2020 році захистив дисертаційне дослідження на тему «Модернізація державної фінансової політики сталого розвитку» та отримав науковий ступінь доктора економічних наук . Продовжує займатися науковими дослідженнями, має більше 32 наукових праць.

## Кар'єра
- 12.2021 — Незалежний директор Голова Наглядової Ради АТ «Європейський промисловий банк».[5]
- 05.2019 — Перший віце-президент Асоціації українських банків, член Ради АУБ.

- 02.2018 — перший заступник Голови Правління АКБ «Індустріалбанк», член Правління[6]
- 02.2015 — 02.2018 — начальник відділу аналізу грошово-кредитного ринку Департаменту монетарної політики та економічного аналізу НБУ (5-й ранг держслужбовця).
- 08.2013 — 02.2015 — заступник начальника Управління аналізу та прогнозування грошово-кредитного ринку Генерального департаменту грошово-кредитної політики НБУ.
- 02.2009 — 07.2013 — головний економіст Департаменту аналізу та прогнозування грошово-кредитного ринку Генерального департаменту грошово-кредитної політики НБУ.
- 12.2007 — 02.2009 — економіст I категорії Управління регулювання грошово-кредитного та фондового ринків Департаменту монетарної політики НБУ.

## Сім'я
Одружений з Романчукевич Оксаною Зіновіївною, подружжя виховує двох доньок — Вероніку та Владу.

## Нагороди
- «Людина року-2019» у номінації «Фінансист року»[7]
- «Банкір 2018 року»[8]
- «Гордість Львівщини 2019» у номінації: «Банківська справа та правове забезпечення»[9]
- Найкращий менеджер фінансового сектору 2019 року, спеціальна нагорода пам'яті Вадима Гетьмана[10]